# Princeton, West Virginia
Princeton är administrativ huvudort i Mercer County i West Virginia i USA. Enligt 2010 års folkräkning hade Princeton 6 432 invånare.